# Can't Back Down
Can't Back Down es el tercer sencillo de la Película Original de Disney Channel, Camp Rock 2: The Final Jam. El video de la canción se estrenó el 25 de abril del 2010 en Estados Unidos y Canadá. El videoclip se estrenó en Latinoamérica el 1 de mayo del 2010. La canción es cantada por el personaje de Demi Lovato (Mitchie Torres) y los últimos campistas que quedan en Camp Rock.

## Argumento de la canción
Mitchie (Demi Lovato) les pide a los pocos chicos que quedan en "Camp Rock" que no abandonen la lucha para evitar que "Camp Star" gane y así cierren su campamento.
Ella les dice que unidos pueden ganar y que saben que este es un problema que no se puede ignorar.

## Intérpretes principales
- Demi Lovato participa como Mitchie Torres.
- Alyson Stoner participa como Caitlyn Geller.
- Jasmine Richards participa como Margaret "Peggy" Dupree.
- Anna Maria Perez de Tagle participa como Ella Pador.
- Roshon Fegan participa como Sander Loya.
- Jordan Francis participa como Barron James.

## Otras versiones
| Nombre            | Cantante(s) | País    | Idioma  | Nombre original   |
| ----------------- | ----------- | ------- | ------- | ----------------- |
| "N'abandonne Pas" | Léa Castel  | Francia | Francés | "Can't Back Down" |